# Andrena nigra
Andrena nigra är en biart som beskrevs av Léon Abel Provancher 1895. Andrena nigra ingår i släktet sandbin, och familjen grävbin. Inga underarter finns listade i Catalogue of Life.